# Phineas Quimby
Phineas Parkhurst Quimby (Lebanon, 16 febbraio 1802 – 16 gennaio 1866) è stato un filosofo e guaritore statunitense.
È principalmente noto per la sua teoria circa la guarigione mentale, secondo la quale le malattie sarebbero causate da credenze errate mentre uno schema di pensiero corretto permetterebbe la guarigione. È considerato come il precursore del movimento del New Thought, al quale avrebbero poi contribuito numerosi dei suoi allievi, ed ebbe una certa influenza anche su Mary Baker Eddy, fondatrice della Chiesa scientista.

## Biografia
Phineas Quimby nasce nel 1802 a Lebanon, nel New Hampshire, figlio di un fabbro. Nel 1804 la sua famiglia si trasferisce a Belfast, nel Maine. Nel 1827 sposa Susannah Burnham Haraden, con la quale avrà quattro figli. Di professione fa l'orologiaio, depositando anche alcuni brevetti.
Tuttavia Quimby è anche appassionato studente di filosofia della mente. Egli ritiene che lo spirito sia una forma di materia spirituale, e che lo spirito e il corpo, sebbene costituiti da materie diverse, interagiscano l'uno con l'altro.
A partire dal 1838, dopo aver assisitito a una dimostrazione tenuta dal mesmerista francese Charles Poyen di passaggio a Belfast, inizia a studiare il mesmerismo. Quimby scopre di avere un certo dono per questa pratica e inizia a svolgere degli esperimenti con la collaborazione di Lucius Burkmar, un ragazzo di 17 anni che sosteneva di essere in grado, cadendo in trance, di diagnosticare le malattie.
Insieme i due iniziano un tour del Maine, tenendo dimostrazioni di mesmerismo. Durante queste tappe Burkmar, in trance, prescriveva anche dei rimedi molto semplici, che si rivelavano però stranamente efficaci. Quimby non poteva credere che fossero tali rimedi a guarire le malattie diagnosticate: arriva quindi alla conclusione che quello che faceva Burkmar non era in realtà vedere attraverso il corpo dei suoi pazienti come il ragazzo sosteneva, bensì percepire le credenze e le convinzioni di costoro circa i loro malanni. I pazienti quindi non sarebbero guariti attraverso i rimedi prescritti, ma attraverso la fiducia che riponevano nel giovane.
Quimby si convince dunque che la semplice fede nella guarigione è in grado di guarire ogni malattia. Ne deduce come corollario che il pensare alle malattie finisce col deteriorare la salute. Quindi secondo Quimby non solo esistono della malattie psicosomatiche, ma tutte le malattie hanno questa origine. In risposta alla domanda "la malattia nasce da un pensiero?" Quimby scrisse:
"Rispondo che è così, in quanto un individuo è ciò che egli pensa di essere, ed egli è malato poiché pensa di esserlo. Se sono malato, lo sono perché le mie sensazioni sono la mia malattia, e la mia malattia è il mio convincimento, e il mio convincimento è mentale. È per questo che tutte le malattie sono mentali (...) per guarire una malattia bisogna correggere l'errore; e poiché la malattia è ciò che consegue all'errore, distruggetene la causa e l'effetto cesserà".
- Phineas Quimby, Complete Writings, 3:197
Partendo da questi presupposti Quimbey elabora la teoria della guarigione mentale: la malattia è dovuta a un modello di ragionamento errato e può essere vinta dissipando le credenze sbagliate. Applicando un processo di ragionamento logico il praticante può dimostrare la falsità della malattia: egli comunica il concetto corretto al paziente, oralmente o anche tramite telepatia, e tale concetto si impone grazie alle capacità mesmeriche del praticante, permettendo al malato di guarire.
Quimby rigetta quindi l'intera scienza medica del suo tempo, che egli ritiene frutto dell'ignoranza e delle più basse superstizioni, ritenendo i medici incapaci di guarire veramente i loro pazienti. Anzi, costoro aggraverebbero spesso le malattie che cercano di trattare in quanto spingono il paziente a credere nella loro realtà. Una famosa affermazione di Quimby sosteneva che "nove malati su dieci sarebbero sani se la facoltà di medicina venisse abolita". Quimby criticava anche l'operato dei preti e dei pastori, i quali sarebbero fonte di malattie attraverso la loro predicazione basata sul concetto di peccato e sul senso di colpa.
Nel 1859 apre uno studio a Portland, nel Maine, dove negli ultimi otto anni della sua vita tratta oltre 12000 pazienti, applicando il metodo che egli definì "sistema Quimby".

## Le idee religiose e filosofiche di Quimby
Sebbene si sia spesso scagliato violentemente contro il Cristianesimo tradizionale, ritenuto fonte di malattie a causa del suo enfatizzare i concetti di colpa e peccato, Quimby non è contrario alla religione. A partire dalla sua teoria circa la guarigione mentale Quimbey sviluppa infatti via via delle nuove teorie metafisiche. Egli considera l'universo come composto da materia a diversi stadi di sviluppo (minerale, vegetale, animale) i quali sono determinati da una forza che egli chiama "Scienza" o "rivelazione di Dio". Secondo Quimby l'umanità dovrebbe aprirsi a questa Scienza e abbandonare i livelli inferiori della materia per divenire sempre più spirituale. Egli considera le donne come più evolute degli uomini, cosa che ne fa delle "maestre scientiste", le logiche guide dello sviluppo spirituale. Secondo Quimby "la donna (o saggezza) deve condurre l'uomo (o ignoranza) alla verità e alla felicità".
Quando Quimby impiega la parola "scienza" nelle sue opere, egli non lo fa nel senso comune del termine, ma intende due concetti differenti:
- il pensiero corretto, il ragionamento giusto capace di vincere le superstizioni e dissipare le malattie (scienza come sintesi di conoscenza)
- la rivelazione divina, ovvero la divinità stessa, che permette all'uomo di progredire

## Influenza sul New Thought e sulla Chiesa Scientista
Quimby è spesso soprannominato "il padre del New Thought" : sebbene infatti egli sia morto nel 1866 mentre il New Thought come corrente organizzata inizia a formarsi solo negli anni ottanta dell'800, durante i suoi anni di attività Quimby attirò molti studenti che assistettero alle sue conferenze e lo aiutarono a mettere per iscritto i suoi insegnamenti e molti tra essi sarebbero in seguito diventati figure significative nello sviluppo del movimento del New Thought, facendo di Quimby un precursore di tale scuola di pensiero.
Mary Baker Eddy, futura fondatrice della Chiesa scientista, divenne paziente di Quimby nel 1862. Si legge spesso che la Eddy derivò la sua teologia dal sistema di Quimby, tuttavia la maggior parte degli studiosi concorda nell'affermare che gli insegnamenti della Chiesa scientista non riflettono quelli di Quimby. Di sicuro per un certo periodo, quando fu sua paziente, la Eddy si interessò alle idee di Quimby e ne condivise le teorie circa l'origine mentale delle malattie. Tuttavia quando ella col tempo sviluppò man mano la propria comprensione dell'approccio di Gesù Cristo alla guarigione, il suo modo di concepire la vita e la guarigione si allontanarono sempre di più da quelli del suo iniziale maestro. L'influenza del sistema di Quimby sulla teologia e gli insegnamenti della Chiesa Scientista rimane quindi oggetto di dibattito.